# The Ten-Year Lunch
The Ten-Year Lunch (Untertitel: The Wit and Legend of the Algonquin Round Table) ist ein US-amerikanischer Dokumentarfilm von Aviva Slesin aus dem Jahr 1987 über den Algonquin Round Table. Die Veröffentlichung des Films war am 28. September 1987. Bei der Oscarverleihung 1988 erhielt der Film einen Oscar als Bester Dokumentarfilm.

## Inhalt
Der Film berichtet über den Algonquin Round Table, eine lose Gruppe von Journalisten, Literaten und Schauspielern, die sich in den Goldenen Zwanzigern regelmäßig zum Mittagessen im Algonquin Hotel in New York traf.
Der Film erkundet die Konflikte und Romanzen des Zirkels und zeigt, wie die Gruppe Ende der 1920er Jahre aufgrund unterschiedlicher literarischer Ambitionen und verschiedener sozialer Auffassungen, auch in Folge des Falls Sacco und Vanzetti, auseinanderging. Bekannte Mitglieder waren Dorothy Parker, Robert Benchley, George S. Kaufman, Edna Ferber, Marc Connelly, Harold Ross und Harpo Marx.

## Rezeption
In einer Retrospektive zu Slesin beim Sundance Film Festival 1990 wurde The Ten-Year Lunch als eine der besten Dokumentarfilme 1988 bezeichnet. Der Film sei „freudvoll und lebendig“ und „zelebriere“ die Treffen der Gruppe. Die Mitglieder würden als „junge Hoffnungsvolle“ wiedergegeben, „unverblümt“ und „skandalös“.

## Auszeichnungen
Neben der Auszeichnung mit einem Oscar erhielt der Film als Teil der Serie American Masters eine Nominierung für einen Primetime Emmy Award in der Kategorie Herausragende individuelle Leistung – Informationssendung. Aviva Slesin bekam zudem den Lillian Gish Award beim Los Angeles Women in Film Festival.